# Абель Февр
Жюль Абель Февр (30 березня 1867 — 13 серпня 1945) — французький художник, ілюстратор і карикатурист .

## Молодість і творчість
Жюль Абель Февр народився в Ліоні, Франція. Він навчався в École nationale des beaux-arts de Lyon протягом трьох років, а пізніше в Société Nationale des Beaux-Arts та Académie Julian. Февр був членом Société des Artistes Français. Він проживав у Ла Круа-Вальмер. Професійно створював агітаційні плакати для французької армії під час Першої світової війни. Також малював комікси для видань Le Rire, L'Écho de Paris та Le Figaro.

## Подальше життя і спадок
Февр помер 13 серпня 1945 року в Ніцці, Франція . На честь Файвра в Ла Круа-Вальмер названий бульвар. </link> Його роботи зберігаються в колекціях Національної медичної бібліотеки, Мічиганського університету, Музею сучасного мистецтва, Музею Стеделійк в Амстердамі, Лувру в Парижі, Художнього музею Мілуокі та Бруклінського музею .    

## Колекції
- Musée d'Orsay, La Femme à l'éventail,  Nature morte à l'aiguière et aux fruits
- Британський музей
- Чиказький художній інститут

## Галерея

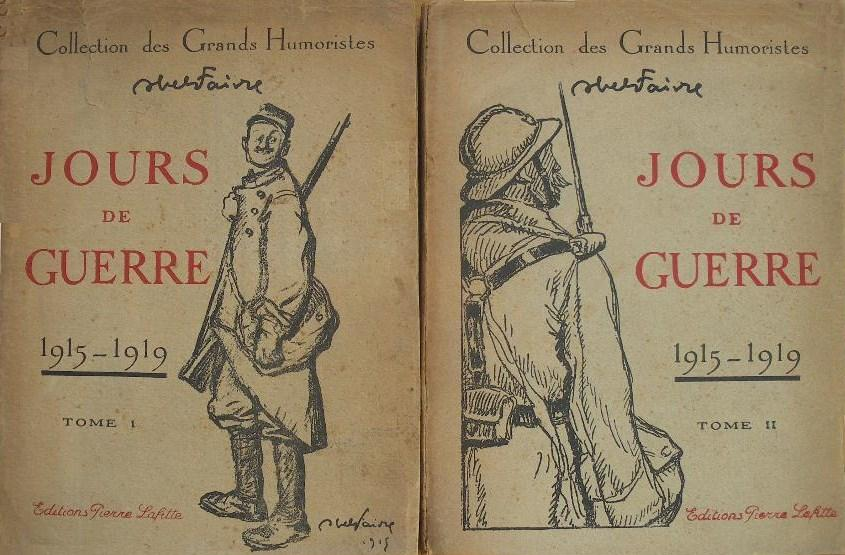
Обкладинка для французького коміксу
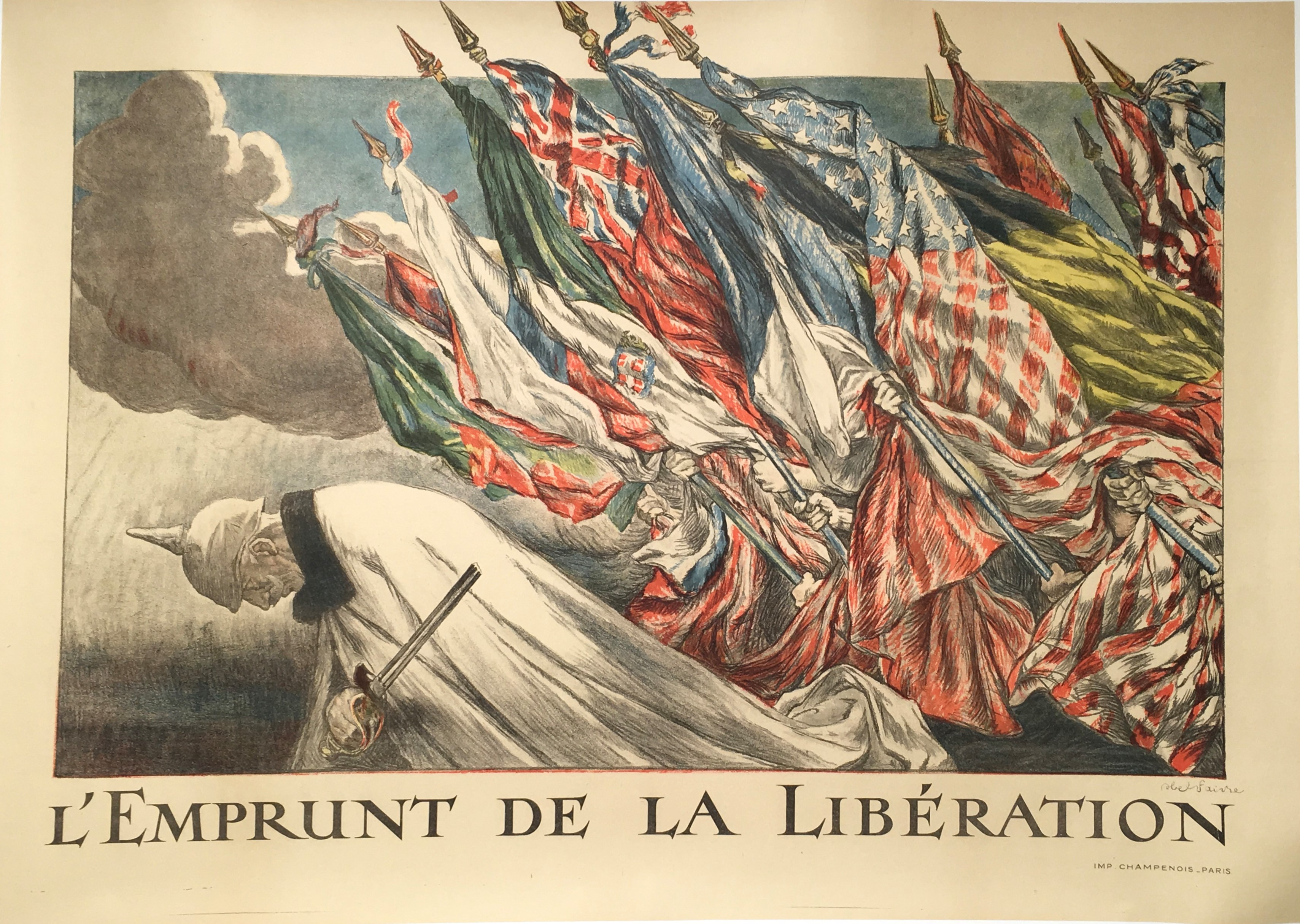
Плакат із проханням пожертвувати на "Позику за свободу", щоб допомогти перемогти Німеччину в Першій світовій війні

## Зовнішні посилання
- Вікісховище має мультимедійні дані за темою: Абель Февр
- Abel Faivre on artnet
- Abel Faivre on Gallica French archives